# Boeing XP-4
Il Boeing XP-4, designazione aziendale Model 58, fu un aereo da caccia monomotore, monoposto e biplano, sviluppato dall'azienda aeronautica statunitense Boeing nella seconda metà degli anni venti del XX secolo e rimasto allo stadio di prototipo.
Evoluzione del Boeing Model 15, come velivolo sul quale sperimentare un propulsore turbocompresso alla ricerca di elevate prestazioni complessive, ad una valutazione comparativa con il suo predecessore queste furono così deludenti da essere messo a terra in modo permanente dopo solo 4 ore e mezza di prove di volo, di conseguenza il suo sviluppo venne abbandonato.

## Storia del progetto
Nel 1926 l'United States Army dichiarò il suo grande interesse verso la tecnologia del turbocompressore come mezzo per migliorare le prestazioni dei propulsori dei caccia in dotazione al suo servizio aeronautico, l'Air Service (USAAS). Prima che il primo dei trenta Boeing PW-9, la designazione USAAC del Model 15, ordinati nel 1924 fosse stato consegnato, le autorità militari fecero richiesta di installarlo all'ultimo esemplare del lotto (25-324) già destinato a una serie di prove di volo equipaggiato con il nuovo motore Packard 1A-1500, un 12 cilindri a V raffreddato a liquido da 510 hp (380 kW), per valutarne le prestazioni ad alta quota. L'azienda assegnò a questo esemplare la designazione interna Model 58 mentre al modello, una volta acquisito dall'esercito, in base alle convezioni di denominazione allora in vigore nell'esercito, essendo un prototipo sperimentale venne assegnata la designazione XP-4.
Inoltre, all'armamento offensivo in dotazione al PW-9, due mitragliatrici di diverso calibro, una da 7,62 mm (0,30 in) e una da 12,7 mm (0,50 in), montate in caccia davanti al pilota, integrate nella copertura superiore del propulsore e sparanti, grazie a un dispositivo di sincronizzazione, attraverso il disco dell'elica, vennero aggiunte altre due mitragliatrici calibro 7,62 mm (0,30 in) montate sotto l'ala inferiore. Queste modifiche fecero innalzare la massa complessiva del modello, di conseguenza, per recuperare i valori di portanza. l'apertura dell'ala inferiore è stata estesa di 9,5 ft (2,90 m).

## Tecnica
L'XP-4, essendo sostanzialmente una rimotorizzazione del PW-9, ne riproponeva aspetto, convenzionale per i caccia dell'epoca, e tipologia di costruzione: cellula monoposto, realizzata in tecnica mista, gruppo motoelica in configurazione traente, velatura biplana e carrello fisso.
La fusoliera, realizzata con struttura in tubi in acciaio saldato rinforzato con filo armonico, integrava l'unico abitacolo aperto, protetto da un parabrezza, accessibile dal lato tramite opportune cavità dove infilare i piedi a modo di scala e una piccola paratia abbattibile verso l'esterno per agevolare l'entrata del pilota. Posteriormente terminava in un convenzionale impennaggio monoderiva con piani orizzontali controventati.
La velatura, a differenza della configurazione biplano-sesquiplana, con ala inferiore dall'apertura notevolmente più corta, del predecessore, era biplana ma dai due piani alari di uguale estensione. Del PW-9 conservavano la pianta, rastremata con estremità arrotondate, e struttura, lignea. Anche i montanti interalari che collegavano le due ali, due per lato e inclinati nel PW-9, scendevano a uno per lato, sempre di forma "a N", in tubi in acciaio a profilo aerodinamico e integrati con tiranti in cavetti d'acciaio a irrigidire ulteriormente l'intera struttura. Entrambe le ali erano dotate di alettoni.
Il carrello d'atterraggio era di tipo biciclo fisso, con gambe di forza ruotate e ammortizzate montate su struttura collassabile a sospensione elastica collegata alla parte ventrale della fusoliera, integrate da un pattino d'appoggio anch'esso ammortizzato posizionato sotto la coda.
La propulsione era affidata a un motore Packard 1A-1500, un 12 cilindri a V di 60° raffreddato a liquido, che abbinato a un turbocompressore era in grado di esprimere una potenza pari a 510 hp (380 kW). Posizionato all'apice anteriore della fusoliera, racchiuso in una cofanatura metallica, trasmetteva il moto a un'elica quadripala. La copertura, riprogettata rispetto al PW-9 per i diversi ingombri del Curtiss D-12, non ricopriva il turbocompressore, che era posizionato esterno sul lato destro, e integrava il grande radiatore dell'impianto di raffreddamento posizionato sotto il cofano motore.
L'armamento offensivo era costituito da due mitragliatrici di diverso calibro, una da 7,62 mm (0,30 in) e una da 12,7 mm (0,50 in), montate in caccia davanti all'abitacolo e integrate nella copertura superiore del propulsore, sparanti, abbinate a un dispositivo di sincronizzazione, attraverso il disco dell'elica, più altre due calibro 7,62 mm (0,30 in) montate sotto l'ala inferiore. Altre fonti citano invece che tutte le armi erano del medesimo calibro  7,62 mm (0,30 in).

## Impiego operativo
L'aereo fu consegnato a Wright Field per i test il 27 luglio 1927 ma divenne presto evidente che il motore Packard non aveva una potenza sufficiente e le ali di generare un'adeguata portanza per compensare le 800 lb (362,87 kg) di peso aggiuntivo, e assodato che l'XP-4 durante le prove di volo non riusciva nemmeno a raggiungere le prestazioni del suo predecessore, terminarono dopo solo quattro ore e il velivolo messo definitivamente a terra.
Dopo la decisione di abbandonarne lo sviluppo, l'aereo sopravvisse fino al 1º maggio 1928, data in cui fu cancellato dalla lista dei velivoli in servizio dell'esercito.

### Annotazioni
1. ↑  Il prefisso X (eXperimental) davanti alla P (di Pursuit, cacciatore) era impiegato per indicare un modello sperimentale o i prototipi del velivolo che, privo della X, indicava quelli avviati alla produzione in serie.

### Fonti
1. 1 2 3  Angelucci 1987, pp. 71-72.
2. ↑  Dorr e Donald 1990, pp. 33-34.
3. 1 2 3  Baugher 1998, Boeing XP-4.
4. 1 2  Jones 1975, pp. 20-22.
5. 1 2 3  Rickard 2014, Boeing XP-4 (Model 58).